# Aidanosagitta ophicephala
Aidanosagitta ophicephala är en djurart som tillhör fylumet pilmaskar, och som först beskrevs av Pathansali 1974.  Aidanosagitta ophicephala ingår i släktet Aidanosagitta och familjen Sagittidae. Inga underarter finns listade i Catalogue of Life.